# Isostrutturale
Due o più minerali si dicono isostrutturali o isotipi se hanno una struttura analoga cioè possono avere una composizione chimica molto diversa ma le posizioni relative fra gli atomi della cella elementare sono analoghe. Due minerali isostrutturali sono caratterizzati dall'avere linee analoghe nei diffrattogrammi pur cambiando la posizione e l'intensità.
Un esempio di due minerali isostrutturali è data dall'uraninite (UO2) e dalla fluorite (CaF2). La struttura dell'uraninite è formata da quattro ioni U+ attorno a ogni atomo di ossigeno e ogni atomo di uranio è attorniato da 8 anioni O2-. Analogamente, nella fluorite quattro ioni Ca2+ sono attorno a ogni atomo di fluoro e 8 anioni F- intorno a
ogni atomo di calcio.